# Danh sách đĩa đơn quán quân Hot 100 năm 1983 (Mỹ)
Dưới đây là danh sách những đĩa đơn quán quân bảng xếp hạng Billboard Hot 100 trong năm 1983. Đĩa đơn trụ vững ở ngôi vị số một dài nhất năm thuộc về "Every Breath You Take" của The Police với tám tuần.

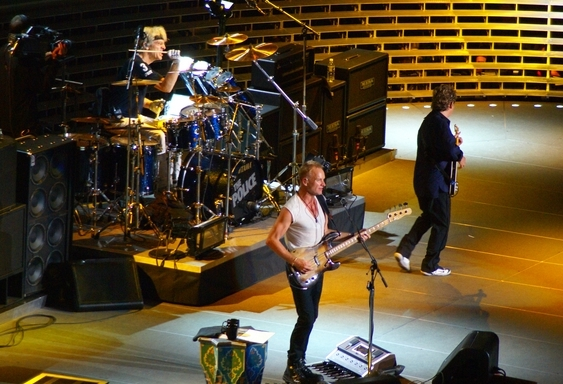
The Police đạt vị trí số một với "Every Breath You Take" trong tám tuần liên tiếp.

| Nền vàng thể hiện đĩa đơn số một trên bảng xếp hạng Đĩa đơn pop cuối năm 1983 của Billboard. |

| Ngày phát hành | Bài hát                           | Nghệ sĩ                           | Nguồn  |
| -------------- | --------------------------------- | --------------------------------- | ------ |
| 1 tháng 1      | "Maneater"                        | Hall & Oates                      | [ 1 ]  |
| 8 tháng 1      | "Maneater"                        | Hall & Oates                      | [ 2 ]  |
| 15 tháng 1     | "Down Under"                      | Men at Work                       | [ 3 ]  |
| 22 tháng 1     | "Down Under"                      | Men at Work                       | [ 4 ]  |
| 29 tháng 1     | "Down Under"                      | Men at Work                       | [ 5 ]  |
| 5 tháng 2      | "Africa"                          | Toto                              | [ 6 ]  |
| 12 tháng 2     | "Down Under"                      | Men at Work                       | [ 7 ]  |
| 19 tháng 2     | "Baby, Come to Me"                | Patti Austin và James Ingram      | [ 8 ]  |
| 26 tháng 2     | "Baby, Come to Me"                | Patti Austin và James Ingram      | [ 9 ]  |
| 5 tháng 3      | "Billie Jean"                     | Michael Jackson                   | [ 10 ] |
| 12 tháng 3     | "Billie Jean"                     | Michael Jackson                   | [ 11 ] |
| 19 tháng 3     | "Billie Jean"                     | Michael Jackson                   | [ 12 ] |
| 26 tháng 3     | "Billie Jean"                     | Michael Jackson                   | [ 13 ] |
| 2 tháng 4      | "Billie Jean"                     | Michael Jackson                   | [ 14 ] |
| 9 tháng 4      | "Billie Jean"                     | Michael Jackson                   | [ 15 ] |
| 16 tháng 4     | "Billie Jean"                     | Michael Jackson                   | [ 16 ] |
| 23 tháng 4     | "Come On Eileen"                  | Dexys Midnight Runners            | [ 17 ] |
| 30 tháng 4     | "Beat It"                         | Michael Jackson                   | [ 18 ] |
| 7 tháng 5      | "Beat It"                         | Michael Jackson                   | [ 19 ] |
| 14 tháng 5     | "Beat It"                         | Michael Jackson                   | [ 20 ] |
| 21 tháng 5     | "Let's Dance"                     | David Bowie                       | [ 21 ] |
| 28 tháng 5     | "Flashdance... What a Feeling"    | Irene Cara                        | [ 22 ] |
| 4 tháng 6      | "Flashdance... What a Feeling"    | Irene Cara                        | [ 23 ] |
| 11 tháng 6     | "Flashdance... What a Feeling"    | Irene Cara                        | [ 24 ] |
| 18 tháng 6     | "Flashdance... What a Feeling"    | Irene Cara                        | [ 25 ] |
| 25 tháng 6     | "Flashdance... What a Feeling"    | Irene Cara                        | [ 26 ] |
| 2 tháng 7      | "Flashdance... What a Feeling"    | Irene Cara                        | [ 27 ] |
| 9 tháng 7      | "Every Breath You Take"           | The Police                        | [ 28 ] |
| 16 tháng 7     | "Every Breath You Take"           | The Police                        | [ 29 ] |
| 23 tháng 7     | "Every Breath You Take"           | The Police                        | [ 30 ] |
| 30 tháng 7     | "Every Breath You Take"           | The Police                        | [ 31 ] |
| 6 tháng 8      | "Every Breath You Take"           | The Police                        | [ 32 ] |
| 13 tháng 8     | "Every Breath You Take"           | The Police                        | [ 33 ] |
| 20 tháng 8     | "Every Breath You Take"           | The Police                        | [ 34 ] |
| 27 tháng 8     | "Every Breath You Take"           | The Police                        | [ 35 ] |
| 3 tháng 9      | "Sweet Dreams (Are Made of This)" | Eurythmics                        | [ 36 ] |
| 10 tháng 9     | "Maniac"                          | Michael Sembello                  | [ 37 ] |
| 17 tháng 9     | "Maniac"                          | Michael Sembello                  | [ 38 ] |
| 24 tháng 9     | "Tell Her About It"               | Billy Joel                        | [ 39 ] |
| 1 tháng 10     | "Total Eclipse of the Heart"      | Bonnie Tyler                      | [ 40 ] |
| 8 tháng 10     | "Total Eclipse of the Heart"      | Bonnie Tyler                      | [ 41 ] |
| 15 tháng 10    | "Total Eclipse of the Heart"      | Bonnie Tyler                      | [ 42 ] |
| 22 tháng 10    | "Total Eclipse of the Heart"      | Bonnie Tyler                      | [ 43 ] |
| 29 tháng 10    | "Islands in the Stream"           | Kenny Rogers và Dolly Parton      | [ 44 ] |
| 5 tháng 11     | "Islands in the Stream"           | Kenny Rogers và Dolly Parton      | [ 45 ] |
| 12 tháng 11    | "All Night Long (All Night)"      | Lionel Richie                     | [ 46 ] |
| 19 tháng 11    | "All Night Long (All Night)"      | Lionel Richie                     | [ 47 ] |
| 26 tháng 11    | "All Night Long (All Night)"      | Lionel Richie                     | [ 48 ] |
| 3 tháng 12     | "All Night Long (All Night)"      | Lionel Richie                     | [ 49 ] |
| 10 tháng 12    | "Say Say Say"                     | Paul McCartney và Michael Jackson | [ 50 ] |
| 17 tháng 12    | "Say Say Say"                     | Paul McCartney và Michael Jackson | [ 51 ] |
| 24 tháng 12    | "Say Say Say"                     | Paul McCartney và Michael Jackson | [ 52 ] |
| 31 tháng 12    | "Say Say Say"                     | Paul McCartney và Michael Jackson | [ 53 ] |